# Jennifer Cody
Jennifer Cody (Greece, 10 novembre 1969) è una ballerina e attrice statunitense.

## Filmografia

### Cinema
- La principessa e il ranocchio (The Princess and the Frog), regia di Ron Clements e John Musker (2009)
- Khumba - Cercasi strisce disperatamente (Khumba), regia di Anthony Silverston (2013)
- Paper Spiders, regia di Inon Shampanier (2020)